# 泡泡龙 (1994年游戏)
《泡泡龙》（英文版也作“Bust-a-Move”）是一款由太東在1994年发布的消除类益智游戏。本游戏在1986年街机游戏《泡泡龙》的基础上制作，具有相同的特征和主题。游戏有一段重混音乐来自其游戏。

## 游戏方法
从下方中央的彈珠發射台射出彩珠，多於3個同色珠相連則會消失。也支持双人游戏，不过此模式下，两个玩家互相竞争：一个消除大片泡泡会转移到对方阵地。

## 其他
- Frozen Bubble：开源复刻
- Bubble Bobble

## 外部連結
- 莫比游戏上的《泡泡龙》（英文）